# 小西詠斗
小西 詠斗（こにし えいと、2000年1月21日 - ）は、日本の俳優である。広島県出身。ホリプロデジタルエンターテインメント所属。

## 略歴
2017年度の男子高生ミスターコンにおいて、中国・四国エリアの準グランプリを受賞、その後全国ファイナル審査でモデルプレス賞を受賞した。
モデルとして、「超十代 - ULTRA TEENS FES - 2019＠TOKYO」や「福岡アジアコレクション」、「TGC teen 2019 Summer」などに出演。
2019年8月、BSテレ東の土曜ドラマ9「W県警の悲劇」でテレビドラマ初出演を果たした。
2020年からは日本テレビ系「ZIP!」流行ニュース キテルネ！でリポーターを務めている。

## 人物
特技は書道、弓道。

## 出演

### テレビドラマ
- 恋とか愛とか（仮） Episode33｢狙われる女｣（2018年5月10日 - 31日、広島ホームTV） - マンションの住人 役
  - 恋とか愛とか（仮）芸人SP 〜恥ずかしすぎる恋物語2〜 ｢惑う女｣第2弾（2018年11月8日 - 15日） - 主演・博之 役
- 土曜ドラマ9 W県警の悲劇 （2019年8月3日、BSテレ東） - 井浦明日翔 役
- 絶対零度〜未然犯罪潜入捜査〜（2020年2月10日、フジテレビ）
- 木ドラ25
  - テレビ演劇 サクセス荘 2（2020年7月2日、テレビ東京） - ケニー 役
  - テレビ演劇 サクセス荘 3（2021年1月6日 - 3月24日、テレビ東京） - ケニー 役[7]
- 真夜中ドラマ どんぶり委員長（2020年10月25日 - 2021年1月3日、テレビ東京） - 吉田 役[8]
- 恋せぬふたり 第6話（2022年2月28日、NHK総合）- ごっちん 役
- 恋に無駄口（2022年4月17日 - 6月19日、朝日放送テレビ・テレビ朝日） - 各務ましろ　役[9]
- インビジブル 第2話（2022年4月22日、TBS） - Yチューバー ショータ 役
- FLAIR BARTENDER'Z（2022年7月21日 - 8月25日、MBS、テレビ神奈川） - 五十嵐新 役
- 壁サー同人作家の猫屋敷くんは承認欲求をこじらせている（2022年10月3日 - 11月21日、朝日放送テレビ） - 小鳥遊京（キョウ） 役[10]
- 土曜はナニする!? イケドラ（2022年10月3日 - 29日、関西テレビ・フジテレビ）
- 合コンに行ったら女がいなかった話（2022年10月21日 - 12月23日、関西テレビ） - 浅葱 役[11]
- REAL⇔FAKE Final Stage（2023年1月11日 - 2月1日、MBS・TBS） - 菅原陽翔 役[12]
- マルス-ゼロの革命-（2024年1月23日 - 3月19日、テレビ朝日） - 立石直哉 役
- タカラのびいどろ（2024年7月1日 - 9月2日、BS朝日） - 主演・中野大進 役（岩瀬洋志とダブル主演）[13]
- UNREAL-不条理雑貨店-（2025年10月14日〈予定〉 - 、テレビ大阪 他） - 主演・濱家宗哉 役（染谷俊之とダブル主演）[14]

### 配信ドラマ
- 主人公（2019年9月2日 - 10月7日、YouTube） - 福田大史 役[15]
- 作家の夜（2019年12月30日・12月31日、YouTube） - 主演・三谷和彦 役
- Online♥Reading「百合と薔薇」Vol.01（2020年6月20日、ABEMA） - 夏目ゆうき 役
- DISTORTION GIRL（2020年9月6日 - 、YouTube/PLAY DISTORTIONch） - カメラくん 役[16]
- モモウメ（2021年9月10日 - 11月19日、Hulu） - 笠月ハジメ 役
- じゃない方の夜〜恋は突然、生まれない。〜 第7話 - 最終話（2021年11月22日 - 12月27日、Paravi） - 松本遥輝 役[17]
- ランチタイム終わりました。VM（2022年5月20日　- 、U-NEXT） - 駒田飛雄　役
- 君が好き.mp4（2023年5月29日　-、ABEMA） - ケン　役[18]
- MALICE（2023年9月14日 - 、U-NEXT） - 三澤恭吾 役[19]

### 舞台
- 恋とか愛とか（仮） 3（2019年2月8日 - 2月11日、広島YMCA国際文化ホール）
  - 恋とか愛とか（仮）4（2020年2月12日 - 2月17日、劇場MOMO）[20]
- 素敵なカミングアウト（2019年5月8日 - 5月12日、中目黒キンケロシアター）
- 舞台『刀剣乱舞』 - 堀川国広 役
  - 維伝 朧の志士たち（2019年11月22日 - 2020年1月18日、TDCホール 他）[21][22]
  - 七周年感謝祭 -夢語刀宴會-（ゆめがたりかたなのうたげ）（2023年8月4日 - 6日、幕張メッセ 幕張イベントホール）[23]
  - 心伝 つけたり奇譚の走馬灯（2024年6月8日 - 7月21日、THEATER MILANO-Za 他）[24][25]
- ガチャリコフェスティバル（2020年4月24日 - 5月10日、日本青年館ホール）[26] ※新型コロナウイルス感染症拡大の状況を受け全公演中止[27]
- 地縛少年花子くん-The Musical-（2021年1月22日 - 24日、COOL JAPAN PARK OSAKA TTホール / 1月28日 - 31日、東京ドームシティ シアターGロッソ） -主演・花子くん 役[28]
- ミュージカル 「黒執事」〜寄宿学校の秘密〜（2021年3月5日 - 21日、天王洲 銀河劇場 / 3月25日 - 28日、メルパルク大阪 / 4月1日 - 4日、梅田芸術劇場 シアター・ドラマシティ） - シエル・ファントムハイヴ 役[29]
  - ミュージカル「黒執事」〜寄宿学校の秘密 2024〜（2024年9月7日・8日、兵庫県立芸術文化センター KOBELCO 大ホール / 9月21日 - 29日、TOKYO DOME CITY HALL）[30]
- ミュージカル「ジェイミー」（2021年8月8日 - 29日、東京建物 Brillia HALL / 9月4日 - 12日、大阪・新歌舞伎座） - サイ 役[31]
- 歌劇「桜蘭高校ホスト部」（2022年1月15日 - 23日、天王洲 銀河劇場） - 埴之塚光邦 役[32]
- 「進撃の巨人」-the Musical-（2023年1月7日 - 9日、オリックス劇場 / 1月14日 - 24日、日本青年館ホール） - アルミン・アルレルト 役[33]
  - ATTACK on TITAN: The Musical（2024年10月11日 - 13日、New York City Center）[34]
  - 「進撃の巨人」-the Musical-（2024年12月13日 - 22日、TOKYO DOME CITY HALL / 2025年1月11日 - 13日、オリックス劇場）[35]
- 高橋悠也×東映シアタープロジェクト TXT vol.3「TQY」（2023年7月9日-19日 よみうり大手町ホール）- 主演[36]
- リーディングドラマ 「ロミオとジュリエット」（2023年8月11日、あうるすぽっと） - ロミオ 役[37][38]
- あくたーず☆りーぐ さんにんのおうさまのおはなし（2024年11月3日、横浜赤レンガ倉庫1号館 3Fホール） - しつじ 役[39]
- 舞台「祈りの幕が下りる時」（2025年5月17日 - 25日、サンシャイン劇場 / 5月31日 - 6月1日、サンケイホールブリーゼ） - 松宮脩平 役（多田直人とダブル主演）[40]

### 映画
- Bittersand（2021年6月25日公開）- 小川直倫 役
- 映画演劇サクセス荘 -侵略者Sと西荻窪の奇跡-（2021年12月31日公開） - ケニー 役[41]
- 映画刀剣乱舞-黎明-（2023年3月31日公開） - 堀川国広 役[42]
- 尾かしら付き。（2023年8月18日公開） - 主演・宇津見快成 役（大平采佳とダブル主演）[43][44]
- 6人ぼっち（2025年5月2日公開） - 長谷部 役[45][46]
- プロジェクト・カグヤ（2025年10月31日公開予定） - ふぅくん 役[47]

### バラエティー・情報番組
- 白雪とオオカミくんには騙されない（2019年1月13日 - 3月31日、AbemaTV）[48]
- ZIP!「流行ニュース キテルネ！」（2020年4月2日 - 、日本テレビ） - リポーター[49]
- よるのブランチ 東京韓流デート（2021年6月23日、TBS）
- あざとくて何が悪いの?（2020年11月28日、テレビ朝日）[50][51][52]
- 発酵男子（2022年4月4日 - 6月6日、テレビ神奈川・4月6日 - 6月8日、テレビ愛知）[53]
- ポップUP! 火曜コーナー「かなでの限界コスパツアー」（2022年11月22日、フジテレビ）[54]
- 呼び出し先生タナカ『ハイレベル書道SP』（2023年9月4日、フジテレビ）[55]
- 発酵男子2（2022年10月10日 - 、テレビ神奈川・10月16日 - 、テレビ愛知）[56]
- 呼び出し先生タナカ『できなきゃ恥！人気沸騰イケメン大集合SP！』（2023年11月6日、フジテレビ）
- 小西詠斗と増子敦貴のSDGsクラブ（2023年11月10日、TBSチャンネル1）[57]

### イベント
- 超十代 - ULTRA TEENS FES - 2019＠TOKYO（2019年3月、幕張メッセ）[4]
- 福岡アジアコレクション（2019年3月24日、福岡国際センター）[5]
- TGC teen 2019 Summer（2019年7月）[6]
- 超十代presents〜超夏休み2019〜（2019年8月8日）[58]
- ACTORS☆LEAGUE
  - 2021（2021年7月20日、東京ドーム）[59][60]
  - Baseball 2022（2022年8月22日、東京ドーム ）[61][62]
  - Baseball 2023（2023年7月3日、東京ドーム） [63]
  - Games 2025（2025年6月10日、東京ガーデンシアター）[64]
- 演劇ドラフトグランプリ（2022年6月、日本武道館）
  - 2023（2023年12月5日、日本武道館）[65]
- あくたーず☆りーぐ アートフェスタ in よみうりランド「フラワーパークでらんらんRUN」（2023年11月18日、よみうりランド、HANA・BIYORI）- ゲストアーティスト[66]

### CM・広告
- ピグパーティー 公式CM「なりたい自分になれる。」（2019年8月17日 - ）
- 江崎グリコ「ポッキー＆プリッツの日」プリッツ組・アンバサダー就任（2020年10月23日 - 11月11日、2021年10月22日 - 11月11日）
- ミュゼプラチナム ABEMA限定CM（2023年）
- 日本コカ・コーラ「爽健美茶」WEBCM（2023年）[67]
- ロート製薬「素肌みたいな恋がしたい」WEBCM（2023年）[68]

### MV
- 恋する10秒 - YouTube - TOMOO（2019年）
- 貴方の側に。[69] - りりあ。（2023年）

## 書籍

### 写真集
- 小西詠斗 1st写真集『瞬間』（2021年1月21日、KADOKAWA）
- 小西詠斗 2nd写真集『水鏡』（2025年1月21日、KADOKAWA）[70]